# Liliane Saint-Pierre

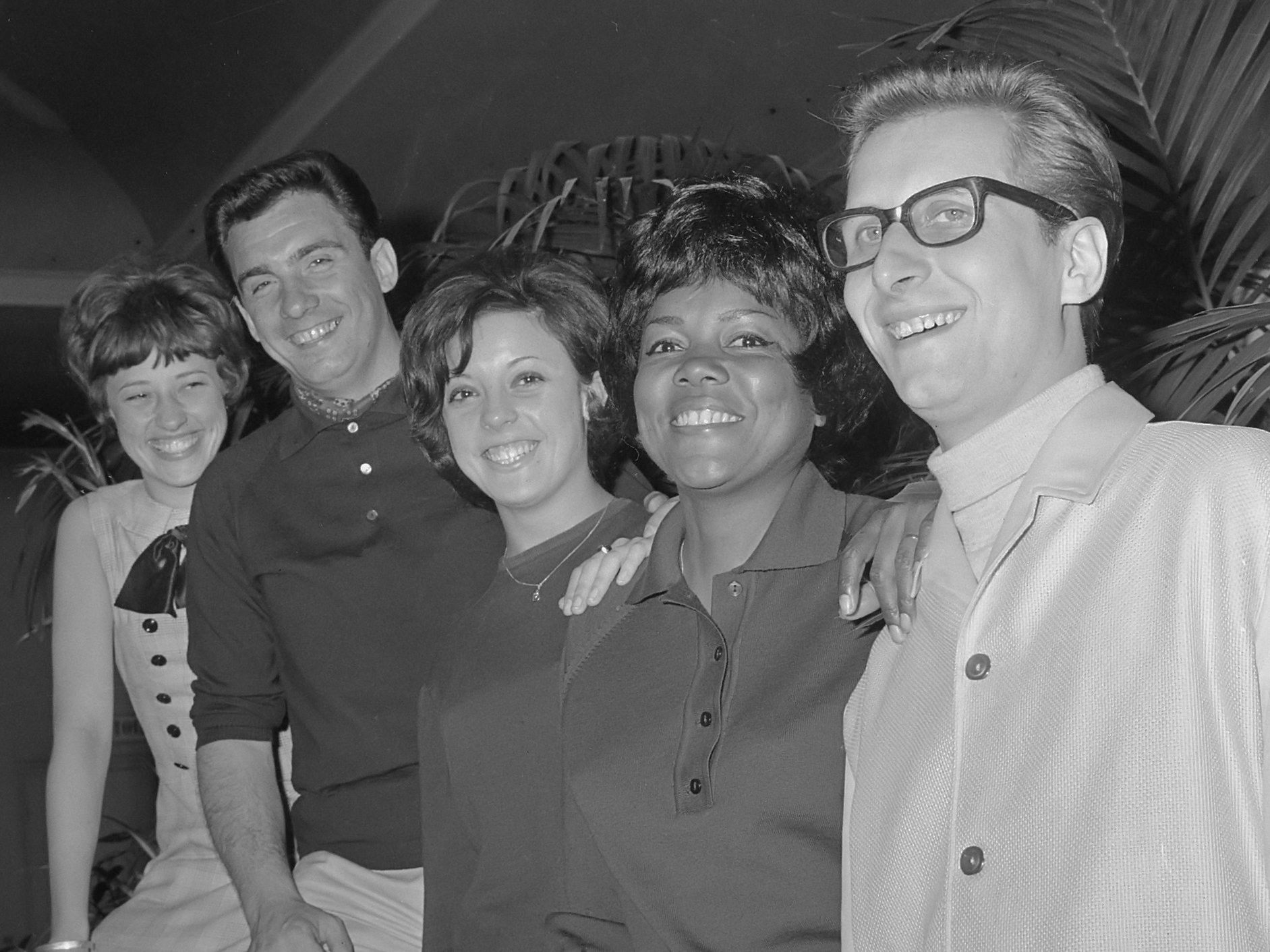
Belgische Knokke-ploeg (1965): v.l.n.r. Tonia, Maurice Dean, Liliane, Cecily Forde en Eddie Defacq.

Liliane Saint-Pierre, artiestennaam van Liliane Louise Keuninckx (Molenstede, 18 december 1948), is een Belgische zangeres. Ze brak in 1964 door met de single We gotta stop. Haar grootste en bekendste hit is Soldiers of love, waarmee ze België in 1987 vertegenwoordigde op het Eurovisiesongfestival.

## Carrière

### Jonge jaren
Liliane Keuninckx begon al jong met zingen. Op twaalfjarige leeftijd deed ze mee aan haar eerste zangwedstrijden. Ze trad een tijdje op met de Diestse groep The Starlets en nam in 1964 deel aan de Grote Variétéprijs van Radio Luxemburg. Met het liedje We gotta stop (ondanks de titel een Nederlandstalig lied) behaalde ze hier een tweede plaats, waarmee ze een platencontract verdiende bij Philips. We gotta stop werd haar allereerste single en in juni 1964 een hit in de Belgische Top Dertig. De B-kant van de single was Ik wil vrij zijn, een vertaling van You don't own me van Lesley Gore. Vervolgens scoorde Liliane ook hits met Waarom en Verboden wensen.
In 1965 nam ze samen met Tonia, Maurice Dean en Cecily Forde deel aan het Songfestival van Knokke. Hier werd Liliane opgemerkt door medewerkers van de Duitse televisie en uitgenodigd om naar Duitsland te komen. Daar trad ze op met artiesten als Roy Orbison, Gigliola Cinquetti en Rita Pavone en ontmoette ze tijdens televisieopnames onder meer Jimi Hendrix en de Bee Gees. Ze kreeg een Duits platencontract en bracht singles uit als Leider, leider, leider en Du bist wie ein Fremde.
In 1968 werd Liliane winnares van de populaire Vlaamse televisieshow Canzonissima. Met het nummer Wat moet ik doen versloeg ze de favoriet Marc Dex, over wie ze nadien (als troost) een single opnam met de titel Oh oh Marc Dex. Ondertussen werd Liliane door haar manager Milo De Coster in contact gebracht met de beroemde Franse zanger en producer Claude François, met wie ze werkte aan een doorbraak in Frankrijk. Onder de artiestennaam Liliane Saint-Pierre, die François voor haar bedacht, nam zij een twintigtal Franstalige nummers op, waaronder de singles J'entends une symphonie en Je suis une fille toute seule. Er volgde een optreden in de Olympia te Parijs, maar een reeks andere shows moest zij annuleren wegens een ooginfectie. Een daaropvolgende ruzie tussen De Coster en François maakte een einde aan het Franse avontuur.
Van 1970 tot 1973 speelde Saint-Pierre mee in de Bijbelmusical Glory Hallelujah van Group Miloscope, waarmee ze optrad in kerken in Vlaanderen, Nederland, Duitsland en Noord-Frankrijk. Vervolgens kwam zij in de loop van de jaren zeventig terecht in een muzikale impasse. Aan de jarenlange samenwerking met haar manager Milo De Coster kwam een einde nadat ze scheidde van zijn zoon Denis, met wie zij vanaf 1971 enkele jaren getrouwd was. Saint-Pierre overwoog om zich aan te melden bij het leger, maar kreeg op de dag van de keuring een telefoontje van Bobbejaan Schoepen, die haar vroeg een aantal shows te verzorgen in Bobbejaanland. Hier leerde zij de Bulgaarse orkestleider Serge Popovski kennen, waarna ze veel optrad met diens orkest.

### Eurovisiesongfestival
In 1978 deed Liliane Saint-Pierre mee aan de Luxemburgse voorronde voor het Eurovisiesongfestival met het nummer Mélodie. Ze werd echter verslagen door de groep Baccara. In 1981 waagde ze haar kans in de Vlaamse voorronde Eurosong met het liedje Brussel, maar ook nu werd ze niet uitverkoren. In 1987 deed Saint-Pierre een derde poging, toen ze op Eurosong aantrad met het nummer Soldiers of love. Dit keer wist ze de voorselectie te winnen en mocht zodoende België vertegenwoordigen op het Eurovisiesongfestival 1987. De show werd, dankzij de Belgische overwinning van 1986, gehouden in Brussel. Saint-Pierre eindigde er met 56 punten op de elfde plaats. Soldiers of love werd in Vlaanderen onderscheiden met een gouden plaat.

### Latere jaren
Vanaf eind jaren tachtig groeide Saint-Pierre in Vlaanderen uit tot een icoon van de homobeweging. Vooral het nummer Sacha, dat gaat over een homoseksuele jeugdvriend, droeg hieraan bij. Na enkele jaren mindere successen te hebben geboekt, maakte Saint-Pierre in 1996 de overstap naar het dance-genre. Ze scoorde een grote hit met Ik wil alles met je doen (een cover van In private van Dusty Springfield) en haalde eveneens de hitlijsten met Ik kom zacht naar je toe en Geef me tijd (een duet met Get Ready!). Ook nam ze het nummer Lucifer op, een cover van Crucified van de groep Army of Lovers. In 1999 was ze juryvoorzitter bij Eurosong.
Na de millenniumwisseling nam het succes van Saint-Pierre weer af. Ze bracht de Engelstalige single There will still be love uit, maar deze werd geen hit en de samenwerking met haar platenfirma Sony werd stopgezet. In 2004 vierde Saint-Pierre desondanks haar veertigjarige carrière. Ze werd gehuldigd in haar thuisstad Diest, gaf een aantal jubileumconcerten en werd opgenomen in de eregalerij van Radio 2 voor "een leven vol muziek". Eind 2005 zetelde ze in de jury van X Factor, waarbij ze het opnam tegen Jean Blaute en Kris Wauters.
Tijdens de zomermaanden van 2006 trad Saint-Pierre veelvuldig op in de revue "Crazy Circus" van regisseur Jan Van Dyke. In hetzelfde jaar bracht ze in eigen beheer de single Mijn leven uit, een cover van This is my life van Shirley Bassey. In 2007 trad ze op tijdens de Schlagerpride in Stockholm.
Sinds 2010 staat Saint-Pierre op het podium met haar liveband Major Five. In 2014 kwam het album Daglicht uit, waarvoor zij samenwerkte met tekstschrijvers als Bart Herman, Wim Claes, Gene Thomas en Miguel Wiels. Van het album werden diverse singles uitgebracht, zoals Bang voor de zomer, Geef me adem, Een pakkend lied en Valerie. In september 2014 vierde Saint-Pierre op 65-jarige leeftijd haar vijftigjarige carrière met een jubileumconcert in de Arenbergschouwburg te Antwerpen. Voor haar gouden artiestenjubileum kreeg ze tevens een Golden Lifetime Award van de stad Aarschot.
Begin oktober 2020 bracht Saint-Pierre na zes jaar weer een nieuw album uit: Karma. Onder anderen Gert Bettens, Wannes Cappelle, Guy Swinnen en Guido Belcanto werkten eraan mee. In 2023 nam ze deel aan het televisieprogramma De Verraders.

## Privéleven
In 1971 trouwde Liliane Saint-Pierre met Denis De Coster, de zoon van haar toenmalige manager Milo De Coster. Zij kregen samen een zoon en scheidden enkele jaren later. In 1985 trouwde ze met Marc Hoyois, de weduwnaar van zangeres Ann Christy. Hoyois overleed in 2010.

## Discografie

### Albums
| Album met hitnotering(en) in de Vlaamse Ultratop 200 albums | Datum van verschijnen | Datum van binnenkomst | Hoogste positie | Aantal weken | Opmerkingen   |
| ----------------------------------------------------------- | --------------------- | --------------------- | --------------- | ------------ | ------------- |
| Mijn grootste successen                                     | 1968                  | -                     |                 |              |               |
| Zingt voor jou                                              | 1969                  | -                     |                 |              |               |
| Hier is                                                     | 1969                  | -                     |                 |              |               |
| Glory Hallelujah 2000                                       | 1970                  | -                     |                 |              |               |
| De duizend talen van het hart                               | 1971                  | -                     |                 |              |               |
| Les milles langues de l'amour                               | 1971                  | -                     |                 |              |               |
| Liliane Saint-Pierre                                        | 1975                  | -                     |                 |              |               |
| Jezus people 2000                                           | 1978                  | -                     |                 |              |               |
| Liliane Saint-Pierre                                        | 1987                  | -                     |                 |              |               |
| In kontrast                                                 | 1990                  | -                     |                 |              |               |
| 31 Jaar                                                     | 1995                  | -                     | -               | -            |               |
| Het beste van                                               | 1997                  | -                     | -               | -            | Verzamelalbum |
| Ik ben wie ik ben                                           | 1997                  | 12-04-1997            | 23              | 7            |               |
| Gewoon een vrouw                                            | 1998                  | 13-06-1998            | 39              | 2            |               |
| Soldiers of love                                            | 28-06-2002            | -                     | -               | -            |               |
| Flèche back '68                                             | 2002                  | -                     | -               | -            |               |
| Goud van hier                                               | 09-07-2010            | -                     | -               | -            |               |
| Daglicht                                                    | 26-09-2014            | 25-10-2014            | 69              | 5            |               |
| Karma                                                       | 25-09-2020            | 10-10-2020            | 80              | 3            |               |

### Singles (hitnoteringen)
| Single met hitnotering(en) in de Vlaamse Ultratop 50 | Datum van verschijnen | Datum van binnenkomst | Hoogste positie | Aantal weken | Opmerkingen                                                            |
| ---------------------------------------------------- | --------------------- | --------------------- | --------------- | ------------ | ---------------------------------------------------------------------- |
| We gotta stop!                                       | 1964                  | 01-06-1964            | 5               | 8            |                                                                        |
| Waarom...                                            | 1964                  | 01-10-1964            | 18              | 8            |                                                                        |
| Verboden wensen                                      | 1965                  | 01-09-1965            | 13              | 4            |                                                                        |
| Liefde alleen                                        | 1985                  | 21-12-1985            | 39              | 2            | Nr. 1 in de Vlaamse Top 10                                             |
| Soldiers of love                                     | 1987                  | 02-05-1987            | 4               | 10           | Nr. 8 in de Radio 2 Top 30 Nr. 1 in de Vlaamse Top 10                  |
| Ik wil alles met je doen                             | 1996                  | 01-06-1996            | 5               | 18           | Nr. 5 in de Radio 2 Top 30                                             |
| Ik kom zacht naar je toe                             | 1996                  | 26-10-1996            | 18              | 13           | Nr. 18 in de Radio 2 Top 30                                            |
| Ik ben niet van jou                                  | 24-02-1997            | 15-03-1997            | 28              | 8            | Nr. 28 in de Radio 2 Top 30                                            |
| Rio                                                  | 1997                  | 07-06-1997            | 26              | 5            | Nr. 26 in de Radio 2 Top 30                                            |
| Geef me tijd                                         | 1997                  | 27-09-1997            | 7               | 12           | met Get Ready! / Nr. 7 in de Radio 2 Top 30 Nr. 1 in de Vlaamse Top 10 |
| Verleiden                                            | 1998                  | 31-01-1998            | 42              | 2            | Nr. 5 in de Vlaamse Top 10                                             |
| Boven de wolken                                      | 1998                  | 18-04-1998            | tip11           | -            | Nr. 7 in de Vlaamse Top 10                                             |
| Bang voor de zomer                                   | 23-05-2011            | 04-06-2011            | tip22           | -            | Nr. 7 in de Vlaamse Top 10                                             |
| Soldiers of love 2012                                | 07-05-2012            | 12-05-2012            | tip37           | -            | Nr. 9 in de Vlaamse Top 10                                             |
| Met je ogen dicht                                    | 2012                  | 20-10-2012            | tip83           | -            |                                                                        |
| Geef me adem                                         | 2013                  | 27-04-2013            | tip43           | -            | Nr. 10 in de Radio 2 Vlaamse Top 10                                    |
| Jij blijft altijd naast me staan                     | 2013                  | 06-12-2013            | tip25           | -            |                                                                        |
| Een pakkend lied                                     | 2014                  | 05-04-2014            | tip29           | -            |                                                                        |
| Valerie                                              | 2014                  | 05-07-2014            | tip42           | -            | Nr. 18 in de Vlaamse Top 50                                            |
| Die ene wals                                         | 2014                  | 03-01-2015            | tip33           | -            | Nr. 15 in de Vlaamse Top 50                                            |
| Ik praat weer in m'n slaap                           | 2015                  | 18-04-2015            | tip57           | -            | Nr. 31 in de Vlaamse Top 50                                            |
| Duizend mijlen                                       | 2015                  | 19-09-2015            | tip47           | -            | Nr. 22 in de Vlaamse Top 50                                            |
| Hou me nu maar vast                                  | 2015                  | 05-12-2015            | tip66           | -            | Nr. 32 in de Vlaamse Top 50                                            |
| Leen                                                 | 2016                  | 21-05-2016            | tip35           | -            | Nr. 17 in de Vlaamse Top 50                                            |
| Ik leef                                              | 2017                  | 27-05-2017            | tip36           | -            | Nr. 15 in de Vlaamse Top 50                                            |
| Soldiers of love 2017                                | 2017                  | 02-12-2017            | tip             | -            | met MANdolinMAN / Nr. 37 in de Vlaamse Top 50                          |
| Sprong in het duister                                | 2018                  | 19-05-2018            | tip35           | -            | Nr. 14 in de Vlaamse Top 50                                            |
| Laatste kans                                         | 2020                  | 19-09-2020            | tip10           | -            | Nr. 7 in de Vlaamse Top 50                                             |
| Karma                                                | 2021                  | 20-02-2021            | tip             | -            |                                                                        |
| Het beste wat ik had                                 | 2021                  | 13-03-2021            | tip32           | -            | Nr. 16 in de Vlaamse Top 50                                            |

### Overige singles
- Middernacht (1964)
- Vivre comme dans les livres (1966)
- Schuld bist du daran (1967)
- Leider, leider, leider (1967)
- Das Spiel ist vorbei (1967)
- Oh oh Marc Dex (1968)
- J'entends une symphonie (1968)
- Plus jamais (1968)
- Je suis une fille toute seule (1968)
- Au revoir et a demain (1968)
- Si loin des yeux, si loin du cœur (1969)
- Chanson sentimentale pour une fille sentimentale (1970)
- Quand c'est fini, c'est fini (1970)
- Nous resterons unis (1970)
- Only you / Vrij (1970)
- Tadaptatata / Timtirlalu (1970, Nr. 8 in de Vlaamse Top 10)
- Das ist nun mal meine Persönlichkeit (1971)
- Si tu pars / La nuit est sombre (1973)
- Is het onmogelijk? / Ik kan het niet geloven (1974)
- Heb je nooit vaarwel gezegd / Geen zorgen (1974, Nr. 10 in de Vlaamse Top 10)
- Als je gaat / Liefste als je bij me bent (1974, Nr. 7 in de Vlaamse Top 10)
- Joue ma fille (1975)
- Santa Domingo (1975)
- Mélodie (1978)
- Brussel (1981, Nr. 6 in de Vlaamse Top 10)
- C'est la vie (1984)
- Mijn grote liefde heet muziek (1985)
- Geloven (1987, Nr. 4 in de Vlaamse Top 10)
- Met jou wil ik de hemel zien (1988, Nr. 10 in de Vlaamse Top 10)
- Ik hou van jou (1989)
- Sacha (1989)
- Nu jij moet gaan (1990)
- Hemel of hel (1990, met Ignace)
- Stille nacht (1990)
- Eeuwig van je houden (1991)
- Ik stop niet (1991)
- Kom dichterbij (1992)
- Ik vecht voor jou (1993, met Ignace)
- Nog altijd (1994, met De Bende)
- Een schreeuw in de nacht (1994)
- Jojo (1994)
- Droomdans (1998)
- Een moment met jou (1998)
- There will still be love (2000)
- Het verschil (2001)
- Gevangen in jou (2004)
- Mijn leven (2006)
- Naar het sterrenlicht (2010, met Mieke)
- Nooit meer alleen (2021, met Guido Belcanto)
- Lief en ondeugend (2022)
- Dansen in het licht (2023)
- Mij krijg je niet klein (2023)

1956: Fud Leclerc + Mony Marc · 
1957: Bobbejaan Schoepen · 
1958: Fud Leclerc · 
1959: Bob Benny · 
1960: Fud Leclerc · 
1961: Bob Benny · 
1962: Fud Leclerc · 
1963: Jacques Raymond · 
1964: Robert Cogoi · 
1965: Lize Marke · 
1966: Tonia · 
1967: Louis Neefs · 
1968: Claude Lombard · 
1969: Louis Neefs · 
1970: Jean Vallée · 
1971: Lily Castel & Jacques Raymond · 
1972: Serge & Christine Ghisoland · 
1973: Nicole & Hugo · 
1974: Jacques Hustin · 
1975: Ann Christy · 
1976: Pierre Rapsat · 
1977: Dream Express · 
1978: Jean Vallée · 
1979: Micha Marah · 
1980: Telex · 
1981: Emly Starr · 
1982: Stella · 
1983: Pas de Deux · 
1984: Jacques Zegers · 
1985: Linda Lepomme · 
1986: Sandra Kim · 
1987: Liliane Saint-Pierre · 
1988: Reynaert · 
1989: Ingeborg · 
1990: Philippe Lafontaine · 
1991: Clouseau · 
1992: Morgane · 
1993: Barbara · 
1995: Frédéric Etherlinck · 
1996: Lisa del Bo · 
1998: Mélanie Cohl · 
1999: Vanessa Chinitor · 
2000: Nathalie Sorce · 
2002: Sergio & The Ladies · 
2003: Urban Trad · 
2004: Xandee · 
2005: Nuno Resende · 
2006: Kate Ryan · 
2007: The KMG's · 
2008: Ishtar · 
2009: Copycat · 
2010: Tom Dice · 
2011: Witloof Bay · 
2012: Iris · 
2013: Roberto Bellarosa · 
2014: Axel Hirsoux · 
2015: Loïc Nottet · 
2016: Laura Tesoro · 
2017: Blanche · 
2018: Sennek · 
2019: Eliot · 
2021: Hooverphonic · 
2022: Jérémie Makiese · 
2023: Gustaph · 
2024: Mustii · 
2025: Red Sebastian
- Bibliothèque nationale de France: cb14775607n (data)
- International Standard Name Identifier: 0000 0004 6114 9458
- MusicBrainz: 3dbf386c-37a1-4812-b2a2-91c873a5a514
- Virtual International Authority File: 315159397327219300589